# کد::بلاکس
کد::بلاکس (به انگلیسی: Code::Blocks) یک آی‌دی‌ای آزاد و چندسکویی است که با زبان سی++ و با کمک ابزار ویجت wxWidgets توسعه یافته‌است.این برنامه از پلاگین پشتیبانی می‌کند و می‌توان توانایی‌ها و خاصیت‌های آن را با پلاگین‌هایش توسعه داد. کد بلاکس به سمت برنامه‌نویسی سی و سی++ گرایش دارد.
کد بلاکس برای سیستم‌عامل‌های ویندوز، گنو/لینوکس و مک اواس ۱۰ توسعه یافته‌است. همچنین کاربران موفق شده‌اند تا آن را بر روی فری بی‌اس‌دی نیز بسازند. آخرین نسخهٔ پایدار این برنامه ۱۰٫۰۵ می‌باشد که در تاریخ ۳۰ مه، ۲۰۱۰ منتشر گشت.